# Hermann Kunz
Louis Hermann Kunz, född 1847, död 1905, var en tysk militär och författare.
Kunz inträdde i armén 1865, deltog i tyska enhetskriget och fransk-tyska kriget, och erhöll avsked som major 1888. Han ägnade sig därefter huvudsakligen åt militär författarverksamhet och har bland annat utgett Kriegsgeschichtliche Beispiele aus dem deutsch-französischen Krige von 1870-71 (1897-1904) och Taktische Beispiele aus den Kriegen der neuesten Zeit 1880-1900 (3 band, 1901-02).